# Rajd Wielkiej Brytanii 1970
Rajd Wielkiej Brytanii 1970 (26. RAC Rally) – rajd samochodowy rozgrywany w Wielkiej Brytanii od 13 do 18 listopada 1970 roku. Była to siódma runda Międzynarodowych Mistrzostw Producentów w roku 1970. Rajd został rozegrany na nawierzchni szutrowej.

## Wyniki końcowe rajdu[1]
| Msc. | Kierowca           | Pilot               | Samochód                   | Czas    | Strata |
| ---- | ------------------ | ------------------- | -------------------------- | ------- | ------ |
| 1.   | Harry Källström    | Gunnar Häggbom      | Lancia Fulvia 1.6 Coupé HF | 9:01:50 | -      |
| 2.   | Ove Eriksson       | Hans Johansson      | Opel Kadett Rallye         | 9:04:18 | +2:28  |
| 3.   | Lillebror Nasenius | Björn Cederberg     | Opel Kadett Rallye         | 9:13:18 | +11:28 |
| 4.   | Jan Henriksson     | Lars-Erik Carlström | Opel Kadett Rallye         | 9:16:08 | +14:18 |
| 5.   | Andrew Cowan       | Hamish Cardno       | Alpine-Renault A110 1600 S | 9:20:20 | +18:30 |
| 6.   | Gérard Larrousse   | Mike Wood           | Porsche 911 S              | 9:21:04 | +19:14 |
| 7.   | Rauno Aaltonen     | Paul Easter         | Datsun 240Z                | 9:27:19 | +25:29 |
| 8.   | Brian Culcheth     | Johnstone Syer      | Ford Escort Twin Cam       | 9:40:53 | +39:03 |
| 9.   | Lasse Jönsson      | Alf Qvist           | Saab 96 V4                 | 9:43:41 | +41:51 |
| 10.  | Jochi Kleint       | Hugo Röhr           | Ford Capri 2300            | 9:50:33 | +48:43 |